# Айлънд
Окръг Айлънд (на английски: Island County) е окръг в щата Вашингтон, Съединени американски щати. Площта му е 1339 km², а населението – 83 159 души (2017). Административен център е град Купвил.